# Андрич, Адольф
Адольф Андрич (хорв. Adolf Andrić; 4 марта 1942, Тузла — 26 июня 1972, гора Радуша) — хорватский радикальный националист и террорист, деятель Хорватского революционного братства; участник диверсионной операции «Феникс» на территории СФРЮ, закончившейся полным истреблением так называемой Бугоянской боевой группы (боевая группа «Planinske lisice», она же группа «Феникс»). Брат Амброза Андрича, также состоявшего в Хорватском революционном братстве.

## Биография
Адольф Андрич родился 4 марта 1942 года в городе Тузла, на территории Независимого государства Хорватия (ныне Босния и Герцеговина), в многодетной хорватской семье. Имел братьев Амброза и Петра (1930 г. р.), сестёр Веру (в замужестве Хан, 1928 г. р.), Миру (в замужестве Сович, 1932 г. р.) и Марию (в замужестве Микац, 1935 г. р.). Три его сестры были арестованы титовцами в 1950 году за то, что они пели хорватский гимн Lijepa naša и народную песню Vila Velebita в церковном хоре.
Ранние годы Адольф провёл в Загребе, окончил училище как химик-технолог. В 1960 году эмигрировал в Италию, оттуда в 1961 году перебрался в Австралию (в город Джелонг, штат Виктория) и вскоре влился в Хорватское революционное братство.
В 1960-е годы Адольф вместе со своим братом Амброзом стали вынашивать планы вооружённого вторжения. По некоторым данным, план вторжения на территорию Югославии Адольф лично предоставил руководству ХРБ ещё в 1960 или 1967 году, пользуясь всей необходимой литературой. Скептики считают, что автором мог быть скорее его старший брат Амброз, поскольку Адольф вряд ли мог в 1960 году разбираться в оружии, взрывчатке, боеприпасах и тактике боя и уж тем более составлять какой-то план, поскольку только-только покинул СФРЮ.
20 июня 1972 года группа из 19 хорватских боевиков (так называемая группа «Феникс» или Бугоянская группа) с территории Австрии вторглась на территорию Югославии. Она пыталась организовать серию терактов, но была ликвидирована силами службы безопасности Югославии УДБА. В числе убитых был и Адольф Андрич, погибший 26 июня 1972 года в горах Радуша, на границе Боснии и Герцеговины, около города Горни-Вакуф-Ускопле. По некоторым версиям, Адольф был психологически не готов к бою, поскольку боялся не только убить человека, но и даже выстрелить в него.
Долгое время место захоронения Адольфа оставалось неизвестным, пока в 2011 году врач Милка Чуляк-Чолич не подсказала поисковой группе, где стоит искать труп — на городском кладбище Зеницы. Она и проводила вскрытие, которое установило, что Адольф Андрич погиб насильственной смертью.
Супругу Адольфа звали Катарина Андрич: согласно данным французской газеты «Dernieres Nouvelles D’Alsace», перед отправкой Бугоянской группы она проживала в Страсбурге. Позднее ходили слухи, что гибель Адольфа и Амброза Андричей была вызвана предательством значительной части Бугоянской группы (в том числе и самой Катарины Андрич) и даже семьи Андричей (брата Петара и сестры Марии), которые якобы сообщили югославским спецслужбам практически всю известную им информацию о возможном вторжении хорватских боевиков.